# 卢西亚斯·维特留斯
卢西亚斯·维特留斯（Lucius Vitellius）普布利乌斯·维泰利乌斯（Publius Vitellius）之子，曾三次当选为执政官，第一次在公元34年，与保卢斯·法比乌斯·珀西库斯（Paullus Fabius Persicus）一起担任职务；第二次是在公元43年，与皇帝克劳狄乌斯克劳狄一世一起担任职务；第三次是在公元47年，再次与皇帝克劳狄乌斯一起担任职务。他是罗马皇帝維特里烏斯的父亲。